# 松平定仲
松平 定仲（まつだいら さだなか）は、江戸時代前期の伊予国松山藩の世嗣。

## 略歴
4代藩主・松平定直の長男として誕生。母は稲葉正往の娘正心院。幼名は万之助。鍋之助、定英、定章の兄。
嫡男だったが、江戸で亡くなった。享年5。江戸済海寺に葬られた。法名は松岳院殿高山智光円清大童子。代わって、その後に生まれた異母弟の定英が定直の世子となった。